# Чёрный, Валерий Викторович
Валерий Викторович Черный (род. 1969) — советский и российский хоккеист. Мастер спорта России международного класса. Амплуа — нападающий.

## Биография
Родился 9 мая 1969 года в городе Оренбурге. Начал заниматься хоккеем с шайбой в Оренбурге. В 1985 году вошел в состав команды Южно-Уральского машиностроительного завода города Орск, выступавшей во второй лиге.
С 1987 года по 1991 год играл в первой лиге в команде «Динамо» (Харьков). С 1991 года по 1995 год и с 1996 года по 1999 года составе «Динамо» (Москва) провел более 250 игр в чемпионата и кубках страны различных международных соревнованиях, забив более 60 шайб. В 1995 году был приглашен в хоккейный клуб «Кур» Швейцария, где, в течение сезона, сыграв в 36 матчах, набрал 51 очко (22 шайбы и 29 передач). В сезоне 1999—2000 годов был приглашен в хоккейный клуб «Военс» Дания, где, как ведущий игрок команды, набрал 60 очков(25 шайб и 35 передач) в 41 матче. По возвращении, в 2000—2001 годах в играх за команду «Крылья Советов» набрал 58 очков (18+40) в 56 встречах, в сезоне 2001—2002 годов, выступая за команду ЦСКА, набрал 23очка (6+17) в 47 матчах. Череда травм не позволила продолжить спортивную карьеру на высшем уровне. В 2002/2003 годах был приглашен в хоккейный клуб «МГУ». Тренер в ЦСКА.

## Достижения
Абсолютный чемпион России (1993), чемпион России (1995), серебряный призер чемпионата России (1994,1999), финалист Кубка России (1994,1998).
Международные трофеи:1991 год — Кубок Тампере (обладатель), Кубок Лугано (обладатель), Кубок Европы (третий призер). 1992 год — Кубок Европы (финалист). 1993 год — Кубок «Epson Cup»(обладатель), Кубок Европы (финалист), 1997,1998,1999 года — Хоккейная Евролига (финалист).